# Ricinus
Ricinus is een geslacht uit de wolfsmelkfamilie (Euphorbiaceae). Het telt een soort die voorkomt in Noordoost-Afrika. Uit de vruchten wordt ricinusolie gewonnen.

## Soorten
- Ricinus communis L. - Wonderboom

... · 
Acalypha · 
Adriana · 
Agrostistachys · 
Alchornea · 
Aleurites · 
Anthostema · 
Blachia · 
Chrozophora · 
Cnidosculus · 
Croton · 
Dalechampia · 
Euphorbia (Wolfsmelk) · 
Hevea · 
Hieronyma · 
Hippomane · 
Homalanthus · 
Hura · 
Hylandia · 
Jatropha · 
Mabea · 
Macaranga · 
Mallotus · 
Manihot · 
Mercurialis (Bingelkruid) · 
Plukenetia · 
Ricinus · 
Sebastiania · 
Shirakiopsis · 
Tragia · 
...